# Uomo di medicina

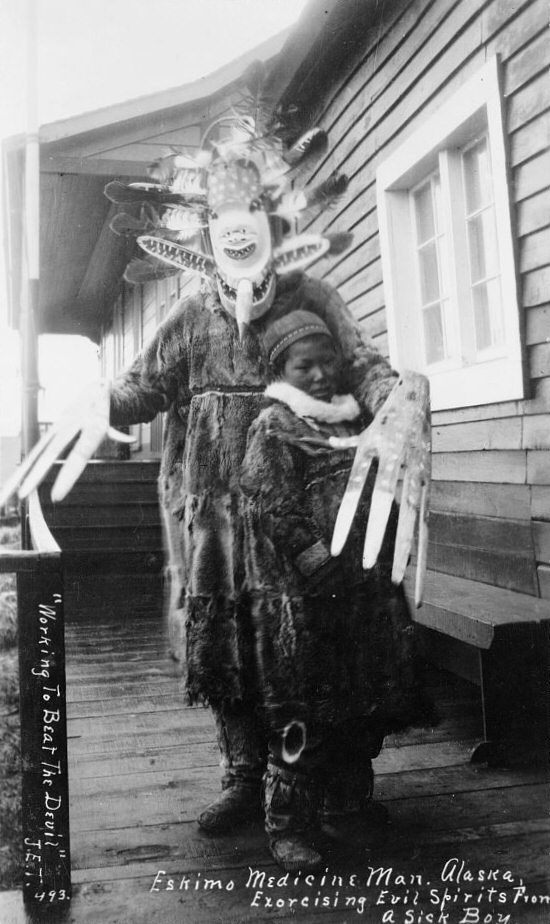
Sciamano Yup'ik dell'Alaska mentre esorcizza gli spiriti del male che si sono insediati in un ragazzo malato. Nushagak, Alaska, anni Novanta del XIX secolo.

"Uomo di medicina" o "donna di medicina" sono locuzioni, calchi delle espressioni inglesi medicine man o medicine woman, usate per descrivere guaritori tradizionali e leader spirituali dei nativi nordamericani e di altri popoli indigeni o aborigeni. Gli antropologi e gli storici delle religioni tendono a preferire il termine "sciamano", un termine specifico per indicare un mediatore spirituale dei popoli tungusi della Siberia.

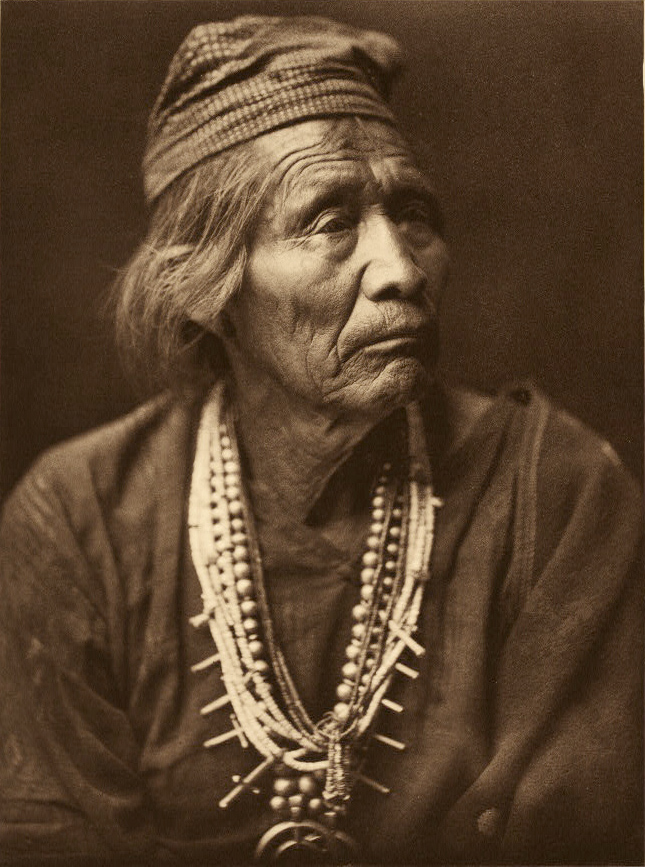
Nesjaja Hatali, "uomo di medicina" della tribù Navajo, circa 1904

## L'"uomo" e la "donna di medicina" nel Nord America

### Ruolo nella società nativa
La funzione principale di questi "anziani di medicina" (che non sono necessariamente sempre di sesso maschile) è di assicurare l'aiuto del mondo degli spiriti, incluso quello del Grande Spirito (Wakan Tanka nel linguaggio dei Lakota, appartenenti al gruppo Sioux), a beneficio dell'intera comunità. L'"uomo di medicina" in lingua lakota è chiamato pʿejúta wicʿaša ovvero wicʿaša wakan o wapʿíya wicʿaša.
Talora l'aiuto cercato può riguardare la cura di malattie fisiche, talvolta quella di malattie psichiche, altre volte ancora l'obiettivo è quello di promuovere l'armonia tra gruppi umani o tra umani e natura. Così, il termine "uomo/donna di medicina" non è del tutto appropriato ma semplifica enormemente e distorce anche la rappresentazione della gente, il cui ruolo nella società è complementare a quello del capo.
Per essere riconosciuto come persona che adempie questa funzione di collegamento tra il mondo naturale e quello spirituale a beneficio della comunità, un individuo deve essere convalidato nel suo ruolo dal parere di quella comunità. Uomini e donne di medicina acquisiscono le loro conoscenze da altri sciamani o da un singolo maestro.

### Contesto culturale

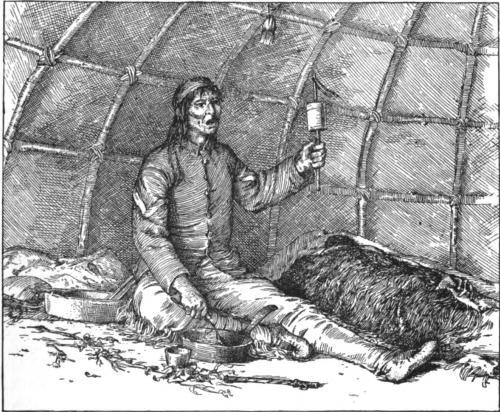
Un "uomo di medicina" Ojibway che prepara un rimedio erboristico.

Il termine "gente di medicina" (medicine people) è comunemente usato nelle comunità native nordamericane. Per esempio, quando Arwen Nuttall (Cherokee) del National Museum of the American Indian scrive: "La conoscenza posseduta dal medicine people è un privilegio e sovente rimane all'interno di particolari famiglie."

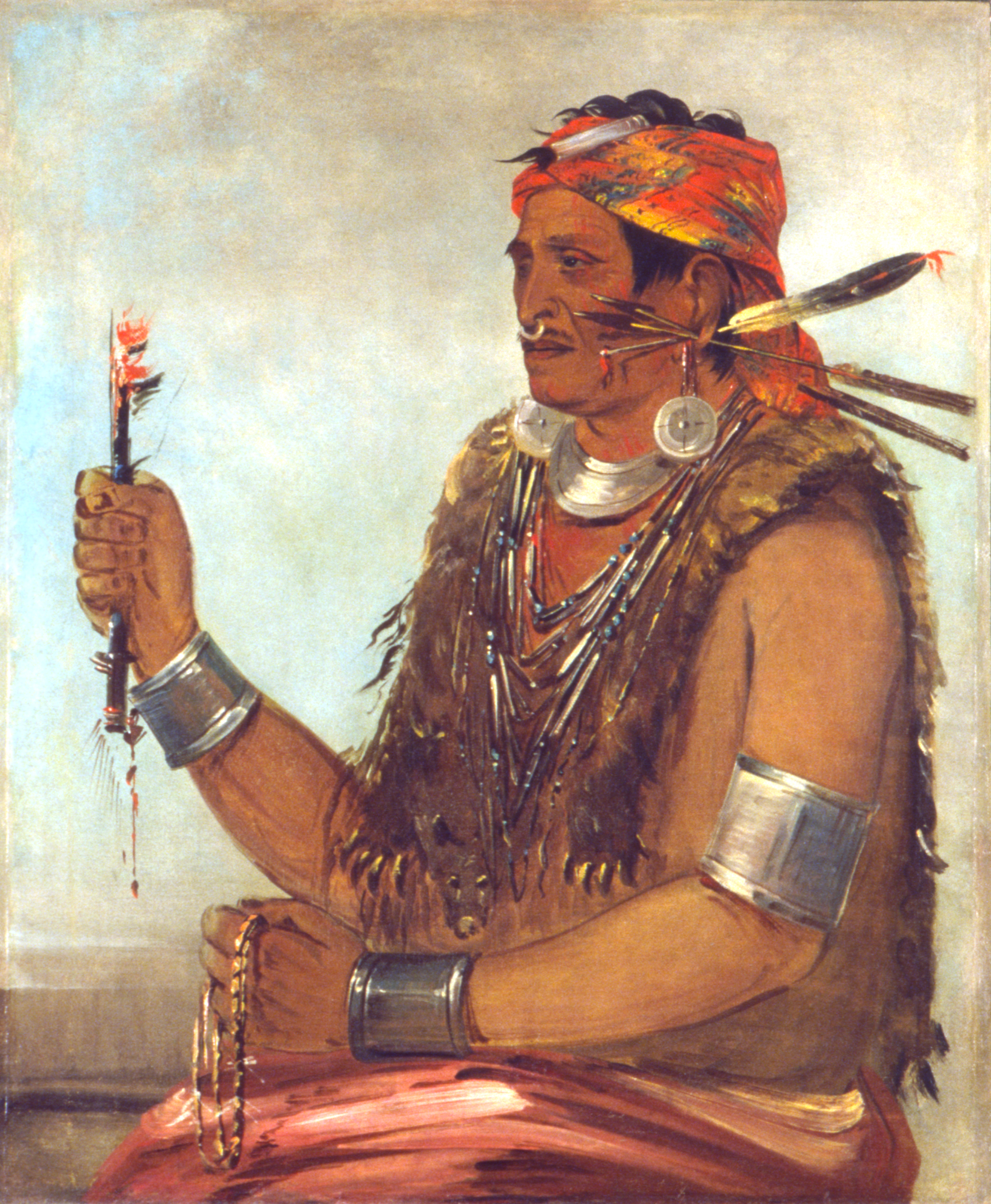
Porta aperta, detto anche "il Profeta" o "il profeta degli Shawnee".

I nativi nordamericani tendono a essere abbastanza riluttanti a discutere di questioni mediche o di medicina popolare con i non-nativi. In alcune culture, la gente non discute mai di simili argomenti con i nativi di altre tribù. In numerose tribù, inoltre, gli anziani sciamani non si aspettano si faccia loro pubblicità in alcun modo. Come Nuttall scrive: "Domande a un nativo su credenze o cerimonie religiose sono spesso viste con sospetto". Un esempio appropriato su questo aspetto era il laccio di medicina Apache, o Izze-kloth, la cui funzione e le cui modalità d'uso da parte degli anziani sciamani Apache erano un mistero per gli etnologi del XIX secolo, perché "gli Apache considerano tali lacci talmente sacri che agli stranieri non è consentito vederli, tanto meno toccarli e parlare di essi."

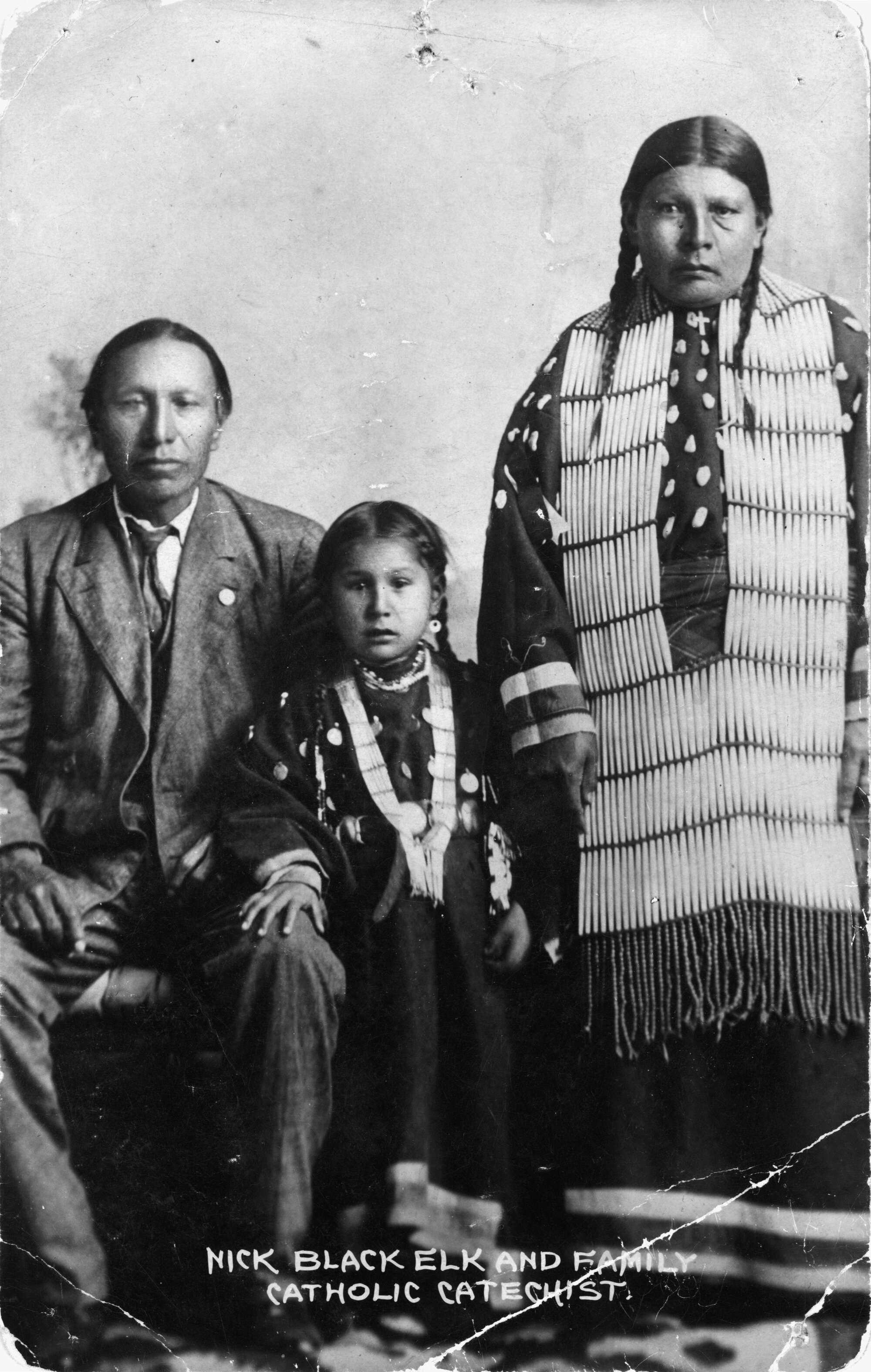
Il celebre Alce Nero (Hehaka Sapa in lingua lakota), pʿejúta wicʿaša degli Oglala, ritratto con sua figlia e sua moglie tra il 1890 e il 1910.

La versione del 1954 del Webster's New World Dictionary of the American Language, rifletteva la inadeguata percezione di base di quelle persone che usavano a quel tempo il termine "Uomo di medicina": "un uomo che si presume abbia poteri soprannaturali di curare malattie e controllare gli spiriti". In effetti, ogni definizione finiva con non spiegare appropriatamente ciò che erano questi "medici popolari" per le loro comunità, riferendo invece il consenso di osservatori socialmente e psicologicamente estranei che tentavano di categorizzare questi individui. Il termine "uomo/donna di medicina", come il termine "sciamano", sono criticati dai nativi nordamericani, come pure da altri specialisti del campo della storia delle religioni e dell'antropologia culturale.
L'espressione "uomo/donna di medicina" è altresì usato da europei per riferirsi a guaritori tradizionali africani, anche noti come "stregoni" o "Uomo/donna feticisti".